# Desh
Desh, pseudonimo di Attila Molnár (Budapest, 18 dicembre 2001), è un cantante ungherese.

## Biografia
Molnár ha intrapreso la propria carriera musicale sotto il nome d'arte di Desh durante la pandemia di COVID-19 nel 2020, facendosi conoscere l'anno dopo grazie ai suoi lavori con Azahriah; tra questi, figurano Rét (2020) ed El Barto (2021), che hanno segnato i suoi primi ingressi in top ten nella Stream Top 40 slágerlista. È stato in seguito presentato il duetto Mind1 (2021), numero uno per tre mesi non consecutivi, candidato per due Fonogram Awards e divenuto in seguito la hit più popolare dell'intero anno. Ha conseguito la sua prima numero uno da solista nella hit parade ungherese con Kukásautó, rimasta ferma alla suddetta posizione per due settimane di fila nel dicembre 2021.
L'album in studio collaborativo A ló túloldalán, pubblicato nel maggio 2022, ha guidato l'Album Top 40 slágerlista per svariate settimane e ha ricevuto quindici dischi di platino dalla Magyar Hangfelvétel-kiadók Szövetsége per le 60 000 unità equivalenti; risultato uno dei quattro dischi più venduti per due anni consecutivi, include la traccia di successo Pullup, anch'essa finita in vetta, e ha fatto guadagnare ad Azahriah la nomination ai premi Fonogram per l'album o registrazione ungherese dell'anno – rap/hip hop. Nell'ottobre seguente è stato messo in commercio il suo secondo disco di inediti Deshperado, anch'esso accolto commercialmente; infatti, è entrato nella top 10 nazionale ed è quadruplo platino.
Nel corso dell'anno successivo sono usciti gli EP Carpe diem (con Young Fly; 2º in classifica e doppio platino), Tripq (con Azahriah; 1º) e A bús barista balladái (2º e platino).
Bakpakk, un EP inciso assieme a Young Fly e diffuso nel luglio 2024, è stato il suo sesto progetto a entrare la top 10 e il terzo a finire al vertice dell'Album Top 40 slágerlista; ha inoltre ricevuto la certificazione di sestuplo platino dalla MAHASZ per le 24 000 copie totalizzate. Bandana (2024), a cui hanno preso parte anche KKevin e lo stesso Young Fly, è diventato il suo singolo più venduto (ottuplo platino; 32 000 unità certificate).
Desh è stato l'artista col maggior numero di titoli (27) nella lista dei 100 brani più consumati dell'intero 2024 in patria, un ex aequo con Azahriah. Inoltre, cinque dei venti album più venduti dell'anno appartengono a lui stesso.

## Discografia

### Album in studio
- 2022 – A ló túloldalán (con Azahriah)
- 2022 – Deshperado

### EP
- 2023 – Carpe diem (con Young Fly)
- 2023 – Tripq (con Azahriah)
- 2023 – A bús barista balladái
- 2024 – Bakpakk (con Young Fly)
- 2025 – Talpra cigányok

### Singoli
- 2020 – Rét (con Azahriah)
- 2020 – 203
- 2020 – Insomnia (feat. Goldrey)
- 2021 – Nadieu
- 2021 – Mind1 (con Azahriah)
- 2021 – El Barto (con Azahriah)
- 2021 – Kukásautó
- 2022 – Atedalod (con Andi Tóth)
- 2022 – Tevagyazalány (con Azahriah)
- 2022 – Adieu
- 2022 – Pullup (con Azahriah)
- 2022 – Drill
- 2023 – Inkasszó
- 2023 – Rollin' (con Young Fly e KKevin)
- 2023 – Apály
- 2024 – Strawberry
- 2024 – Bakpakk (con Azahriah e Young Fly)
- 2024 – Mokka (con Young Fly)
- 2024 – Bandana (con KKevin e Young Fly)
- 2024 – Levél
- 2025 – Talpra cigányok
- 2025 – Egy éjszaka
- 2025 – Vinnipu
- 2025 – Ohmamma (con Young Fly)